# Spongieus bot

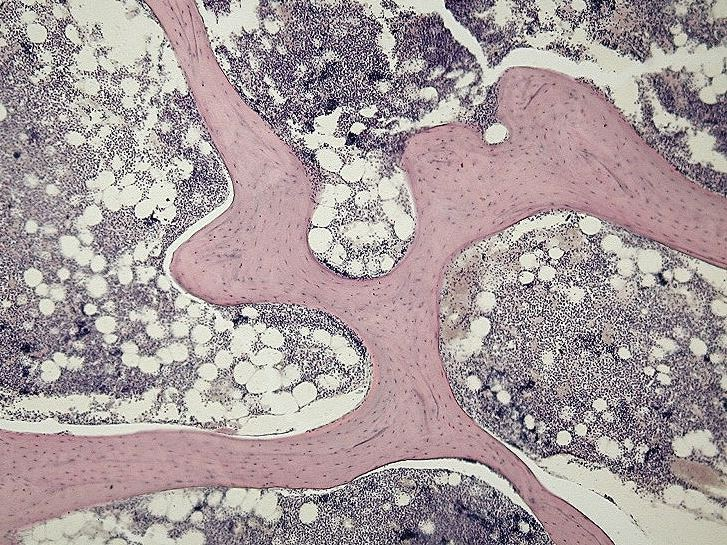
Spongieus been

Spongieus bot, trabeculair bot of botbalkjes is botweefsel dat bestaat uit een sponsachtig netwerk van dunne beenbalkjes of trabekels. De ruimten tussen de beenbalkjes zijn gevuld met beenmerg dat onder andere grote hoeveelheden cellen bevat die zorgen voor de aanmaak van nieuwe bloedcellen.
Samenhangend met dit laatste bevinden zich in het beenmerg ook zeer veel wijde bloedvaten. Vanuit deze bloedvaten vindt ook de gehele voeding van de beencellen in de beenbalkjes plaats. De balkjes zijn zo dun dat iedere botcel door diffusie via de canaliculi van voldoende voedingsstoffen kan worden voorzien.
Het spongieus bot vult gedeeltelijk de holten van de botten van het holle skelet.